# Карл-Маркс-Гоф
Карл-Маркс-Гоф (нім. Karl-Marx-Hof) — один з найвідоміших муніципальних житлових будинків у Відні, розташований в Хайлігенштадті (Heiligenstadt) в Деблінгу, 19-му районі міста.

## Історія
Будинок був побудований в 1927—1930 роках архітектором Карлом Еном. Довжина Карл-Маркс-Гофа становить 1100 м, так що він є найдовшим житловим будинком у світі. Карл-Маркс-Хоф простягнувся на чотири зупинки трамваю.
12-14 лютого 1934 Карл-Маркс-Гоф був найважливішим опорним пунктом Лютневого повстання. Він був узятий урядовими військами на другий день боїв із застосуванням артилерії.
В 1924–1930 роках у Відні, крім Карл-Маркс-Гофа, було побудовано чимало муніципальних будинків, комплексів і цілих мікрорайонів. Серед них є і «майже однофамілець» — Карл-Марк-Гоф (Karl-Mark-Hof), також розташований в Деблінгу і названий на честь віденського муніципального діяча, доктора Карла Марка.